# Ne me quitte pas (telenovela)
Ne me quitte pas (A que no me dejas) est une telenovela mexicaine diffusée entre le 27 juillet 2015 et le 7 février 2016 sur Canal de las Estrellas. Elle a été diffusée sur le réseau Outre-Mer 1re en mars 2017 et est actuellement proposée sur 6play.
La série est actuellement disponible sur JFB TV.

## Synopsis
Paulina et Adrián, deux jeunes, ne cesseront de lutter pour leur amour, avec un tel courage, et ce, jusqu’au péril de leur vie.
En effet, leur entourage ne leur facilitera pas la tâche ; le chemin vers l'amour sera semé d'obstacles.
Gonzalo Murat, le père de Paulina, a décidé qu’il ne voulait pas entendre parler d’Adrián pour de sombres considérations sociales. De son côté, Julieta, la sœur d’Adrián, toujours prompte à régenter la vie de son frère, refuse qu’il se marie avec Paulina parce qu’elle est la fille de Gonzalo Murat, ce même Gonzalo Murat qui a escroqué leur père, conduisant de ce fait celui-ci à la ruine puis à la mort... 
La relation amoureuse de Paulina et d'Adrián est donc soumise à rude épreuve. D'où leur futur mariage, bien que planifié, semble de plus en plus improbable car Julieta dit vrai. Gonzalo est bel et bien responsable de ce dont elle l’accuse, même s’il ne le reconnaîtra jamais puisqu'il est devenu un riche entrepreneur hôtelier, l’un des notables les plus respectés de la région.
Quels que soient les motifs qui poussent leurs proches à les séparer, Adrián et Paulina sont déterminés à sauver leur amour. Ils sont en cela épaulés par Camilo, qui a tenu à se ranger, quoi qu’il lui en coûte, aux côtés de Paulina, dont il est amoureux depuis toujours. Belle âme, Camilo veut rendre Paulina heureuse à tout prix, fût-ce auprès d’un autre homme.
Mais, le jour du mariage venu, ce qui aurait dû être une journée de rêve vire au cauchemar... Julieta brandit un document qui prouve que Gonzalo a effectivement floué son père.
Elle propose à Paulina de ne rien dire aux autorités si celle-ci consent à annuler le mariage. La mort dans l’âme, Paulina explique à Adrián qu’elle ne l’aime pas suffisamment pour tout lui sacrifier et lui annonce que le mariage n’aura pas lieu. Le cœur brisé, Adrián s’exile à Madrid.
Plus tard, lorsqu’elle apprend qu’elle est enceinte, Paulina décide d en informer Adrian, dans le secret espoir de tout recommencer avec lui. Mais des mauvaises langues l’informent, à tort, que celui-ci est déjà engagé auprès d’une autre femme.
Paulina décide alors de faire marche arrière et de disparaître de la vie d’Adrián sans dire un mot de sa grossesse et quelques années plus tard elle a rencontre Adrián...

## Distribution
- Camila Sodi : Paulina Murat † / Valentina Olmedo
- Osvaldo Benavides : Adrián Olmedo †
- César Évora : Don Osvlado Terán
- Lisset : Mónica Greepe
- Eva Cedeño : Odette Córdova
- Leticia Calderón : Inés Murat de Cervantes †
- Arturo Peniche : Gonzalo Cervantes
- Cecilia Gabriela : Raquel Fonseca †
- Alejandra Barros : Julieta Olmedo † / Virginia
- Erika Buenfil : Angélica Medina
- Ignacio  Casano : Mauricio Fonseca
- Laura Carmine : Nuria Murat
- Lisset : Mónica Greepe
- Alfonso Dosal : Camilo Fonseca †
- Odiseo Bichir : Edgar Almonte †
- Socorro Bonilla : Micaela "Mica" Lopez
- Moisés Arizmendi : Jaime Córdova
- Salvador Zerboni : Leonel Madrigal
- Luis Fernando Peña : Beto Lopez
- Gabriela Zamora : Consuelo "Chelo" Pérez de Lopez
- Florencia de Saracho : Karen Rangel
- Ernesto D'Alessio : Darió Córdova
- Martha Julia : Ileana Olvera
- Maya Mishalska : Maite Alvarada †
- Brandon Peniche : René Greepe (adulte)
- Juan Pablo Gil : Alan Greepe (adulte)
- Ela Velden : Fernanda Ricart Medina
- David Ostrosky : Clemente Ricart †
- Lenny de la Rosa : Alexis Zavala
- Adriano Zendejas : Tobías Lopez Pérez
- Jade Fraser : Carolina Olvera
- Jorge Gallegos : Félix
- Maricruz Nájera : Silvia Larios †

- Diego Escalona : Mauricio (enfant)
- Fede Porras : René (enfant)
- Santiago Emiliano : Alan (enfant)
- Maribel Lancioni : Elisa Villar Vda. de Greepe †
- Adanely Nuñez : Gisela Santos
- Alfredo Adame : Don Alfonso Fonseca
- Abril Onyl : Olga
- Jonnathan Kuri : Flavio Maccari
- Juan Colucho : Gastón
- Sergio Zaldívar : Julio
- Marcus Ornellas : Ariel
- Fernando Orozco : Joel
- Jaime De Lara : Fabricio Córdova
- Natalia Ortega : Adriana Olmedo
- Daniela Cordero : Almudena Zavala
- Estrella Martín : Triana †
- Tania Riquene : Débora Moreira
- Ricardo Barona : Joaquín Olmedo †

## Autres versions
- Amor en silencio (Televisa, 1988)
- Habalame de amor (TV Azteca, 1999)